# Корраль-Нуэво
Корраль-Нуэво (исп. Corral Nuevo) — небольшой город в юго-восточной части Мексики, на территории штата Веракрус. Входит в состав муниципалитета Акаюкан.

## Географическое положение
Корраль-Нуэво расположена в юго-восточной части штата, на расстоянии приблизительно 240 километров (по прямой) к юго-востоку от города Халапа-Энрикеса, административного центра штата. Абсолютная высота — 67 метров над уровнем моря.

## Население
Согласно данным, полученным в ходе проведения официальной переписи 2005 года, в городе проживало 3350 человек (1652 мужчины и 1698 женщин). Насчитывалось 893 дома. По возрастному диапазону население распределилось следующим образом: 36,1 % — жители младше 18 лет, 52,1 % — между 18 и 59 годами и 11,8 % — в возрасте 60 лет и старше. Уровень грамотности среди жителей старше 15 лет составлял 81,9 %.
По данным переписи 2010 года, численность населения Корраль-Нуэво составляла 3335 человек. Динамика численности населения города по годам:
| 2000 | 2005 | 2010 |
| ---- | ---- | ---- |
| 4450 | 3350 | 3335 |